# Orgelbewegung

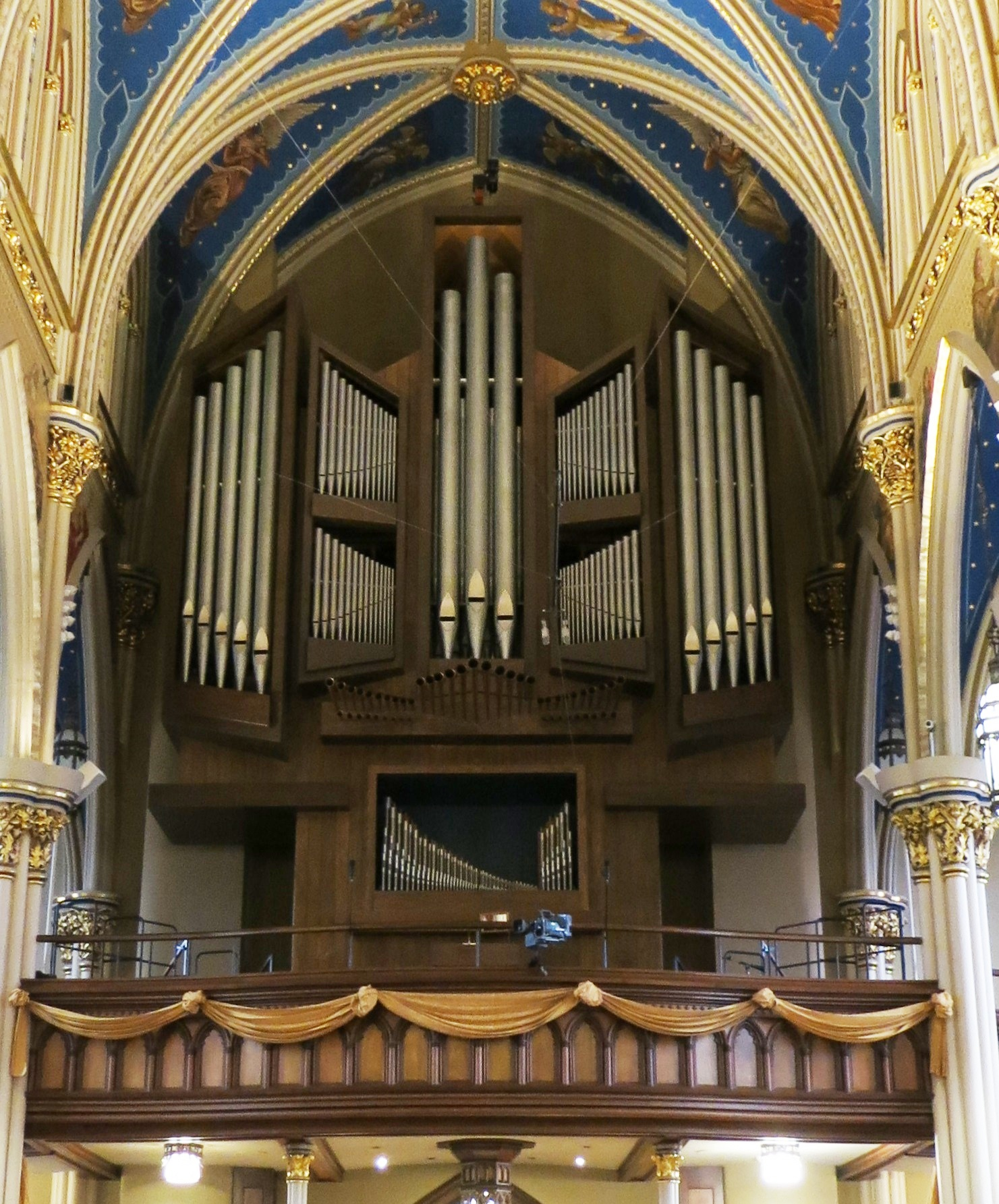
Organy firmy Holtkamp w Bazylice Najświętszego Serca Jezusowego na terenie kampusu Uniwersytetu Notre Dame (Indiana, US)

Orgelbewegung (pol. „ruch organowy” ang. Organ Reform Movement lub Organ Revival Movement) – zapoczątkowany w Niemczech, na początku XX wieku trend w budownictwie organów piszczałkowych, którego ogólnym postulatem był powrót do barokowej specyfikacji instrumentu z wieku XVII. Najbardziej znaczący był w Niemczech i w Stanach Zjednoczonych od lat 30. do 70.; zaczął słabnąć w latach 80.
Głównym popularyzatorem nurtu w Niemczech był muzykolog i organmistrz Albert Schweitzer – orędownik sztuki organmistrzowskiej mistrza Gottfrieda Silbermanna i budownictwa nakierowanego na wykonawstwo polifonii barokowej J.S. Bacha. W USA trend promowany był głównie przez organistę E. Powera Biggsa za pomocą nagrań i audycji radiowych. Ruch ostatecznie wyszedł poza „neobarokowe” kopiowanie starych instrumentów, i wytworzył nową filozofię budowy organów, określaną przez niektórych komentatorów jako „bardziej neo niż barokową”.

## Historia i charakterystyka
Na początku XX wieku wzrastać zaczęło zainteresowanie muzyką organową poprzednich epok, co doprowadziło w Niemczech do powstania Orgelbewegung – ruchu zmierzającego do przywrócenia muzyki i budownictwa organowego z czasów baroku. Datą przełomową jest rok 1926, kiedy we Fryburgu odbył się zjazd Tagung für Deutsche Orgelkunst („Kongres niemieckiej sztuki organowej”), i postulaty powrotu do tradycji barokowej i ochrony zabytkowych organów wprowadziła tzw. grupa Ugrino. Działalność zwolenników nowego trendu skierowana była przeciwko gwałtownie rozwijającej się masowej produkcji instrumentów, związanej z drugą rewolucją przemysłową i powstałymi w XIX możliwościami wytwarzania organów w sposób fabryczny. Nastąpił stopniowy odwrót od rozwiązań technicznych opartych na podzespołach pneumatycznych i elektropneumatycznych.
Orgelbewegung postulował odrzucenie – nadmiarowych wg jego promotorów – muzyki i budownictwa poprzedniej epoki na rzecz repertuaru i instrumentów barokowych, zwłaszcza północnoniemieckich, budowanych przez Arpa Schnitgera. Objawiało się to narzuceniem charakterystycznej i istotnej dla twórców dyspozycji (specyfikacji rozkładu podziału piszczałek na głosy) nazwanej Werkprinzip – „zasadą równowagi pomiędzy rejestrami”.
Organmistrzowie dążyli do uzyskania swoistej piszczałkom barokowym artykulacji przejawiającej się ulotnym, krótkotrwałym świstem poprzedzającym każdy dźwięk. Efekt ten uzyskiwano przez unikanie technik konstrukcyjnych (m.in. karbowania krawędzi), które pozwoliły wyeliminować go w organach konstruowanych w epoce klasycyzmu i romantyzmu, kiedy od instrumentu wymagano gładkiego, czystego dźwięku. Obniżono również ciśnienie powietrza. Unikano wzorzystych prospektów i zrezygnowano ze stosowania szaf ekspresyjnych.
W Europie Orgelbewegung podkreślał znaczenie traktury mechanicznej; w Stanach Zjednoczonych i Kanadzie nie przykładano do tego większej wagi i wiele instrumentów zbudowanych w duchu trendu posiada trakturę elektropneumatyczną lub elektroniczną. Jednym z powodów takiego stanu rzeczy były znaczne różnice architektoniczne i akustyczne w budownictwie, które mają bezpośredni wpływ na konstrukcję organów. Do Polski trend dotarł – w łagodniejszej już formie – w latach siedemdziesiątych, i rozpowszechnił się dzięki publikacjom i wystąpieniom ks. dr Wacława Gieburowskiego oraz ks. dr Ireneusza Pawlaka. Do pierwszych organów zbudowanych w duchu Orgelbewegung, z mechaniczną trakturą, zalicza się instrumenty Kazimierza Sajdowskiego w kościele św. Mikołaja Biskupa w Łomnej i w kościele Matki Bożej Królowej Polski w Warszawie, oraz organy zbudowane przez firmę Zdzisława Mollina w kościele św. Stanisława Biskupa i Męczennika w Jaktorowie.
Niektórzy z czołowych budowniczych instrumentów Orgelbewegung:
- (w Europie) Rudolf von Beckerath, Dirk Andries Flentrop, Frobenius Orgelbyggeri, Marcussen & Søn;
- (w Ameryce północnej) G. Donald Harrison, Holtkamp Organ Company, Lawrence Phelps, C. B. Fisk, Schlicker Organ Company[9], Wicks Organ Company.

## Krytyka i odwrót
Krytycy ruchu zarzucali jego promotorom zbytnią pryncypialność i przedkładanie zasad konstrukcji nad ich funkcję użytkową, co prowadziło do niszczenia instrumentów symfonicznych i romantycznych. Wiele reformowanych instrumentów przetrwało do dziś, a niektóre zmiany zostały wycofane i przywrócono w nich oryginalną dyspozycję. Przykładami takich są organy w sali koncertowej ratusza w Auckland, w kaplicy Uniwersytetu Princeton oraz w Kaplicy Rockefellera na terenie kampusu Uniwersytetu Chicagowskiego.